# Hallelujah (chanson de Leonard Cohen)
Pour les articles homonymes, voir Alléluia (homonymie).
Pistes de Various Positions
Night Comes On
(4) The Captain
(6)
Hallelujah, qui signifie en hébreu « Louange » (Hallelou) « (à) Dieu » (Yah) dans la Bible hébraïque et exprime l'allégresse des fidèles lors de prières ou dans des psaumes de David, est une chanson écrite par le Canadien Leonard Cohen, enregistrée pour la première fois sur son album de 1984 intitulé Various Positions.
Elle est reprise sept ans plus tard par John Cale puis, notamment, par Jeff Buckley en 1994, qui connaît un succès mondial à travers de nombreuses autres interprétations d'artistes, entrant dans le Hot 100 américain et recevant un Grammy Hall of Fame Award après la mort de son auteur en 2016.

## Historique

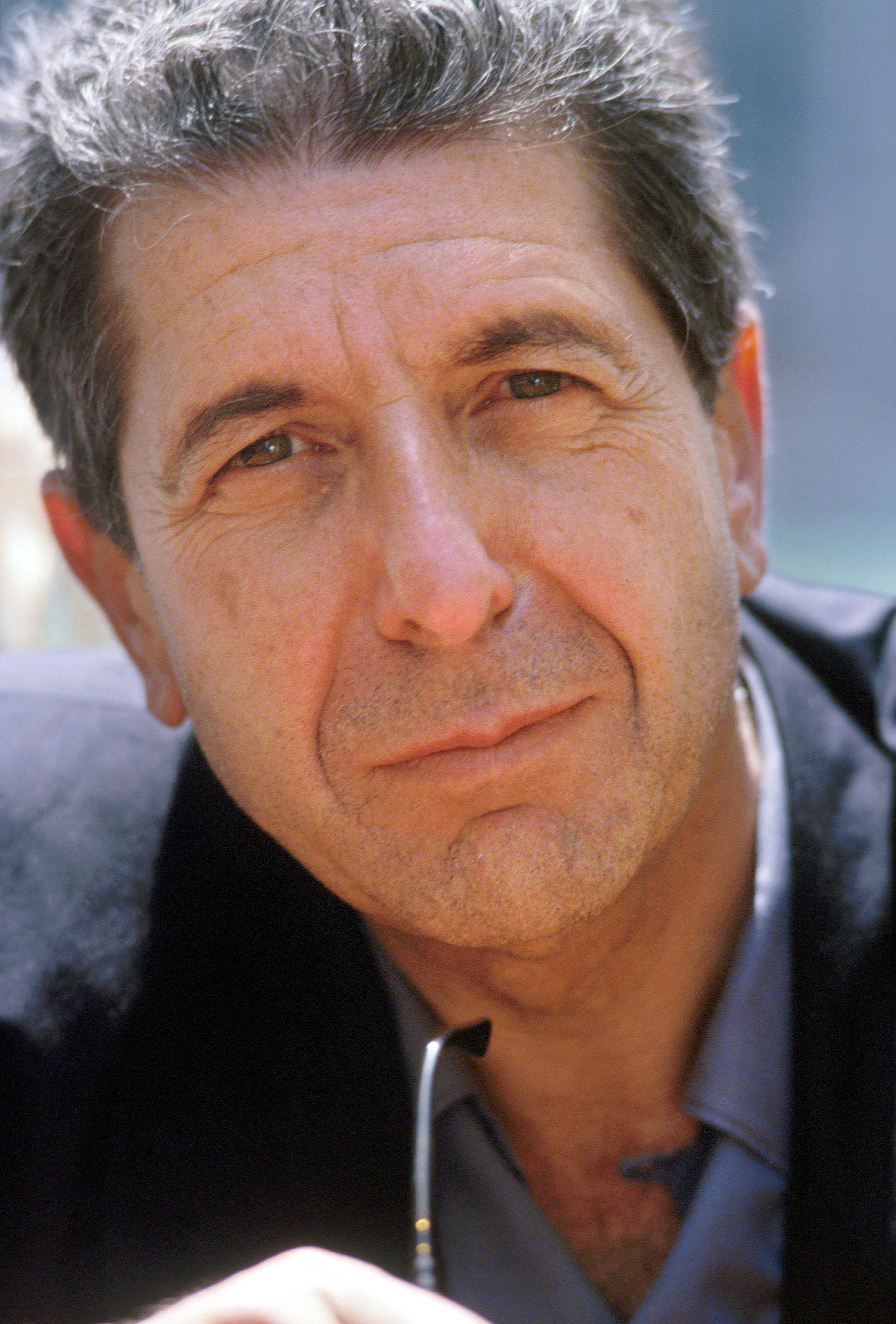
Leonard Cohen (1988)

L'auteur-compositeur-interprète canadien Leonard Cohen (1934-2016) aurait écrit entre 80, et 180 ébauches de couplets pour sa chanson Hallelujah, ; il en a revendiqué 150, corroborées par ses carnets contenant de multiples révisions et ajouts, et par des entretiens contemporains,.
Dan Geller et Dayna Goldfine, auteurs du film documentaire de 2022 (en)Hallelujah: Leonard Cohen, A Journey, A Song, indiquent que Cohen a mis environ cinq ans à écrire la chanson et l'a reconfigurée à de nombreuses reprises pour ses représentations. À Bob Dylan qui lui dit composer quelques uns de ses plus grands titres en quelques minutes ou dans un taxi, Leonard Cohen avouera modestement avoir mis « deux ans pour composer cet hymne », alors qu'il lui en a fallu plus du double encore,,.
En 1979, le dernier album classique de Cohen Recent Songs n'obtient pas succès. Le poète, âgé de 50 ans, « entre alors dans une période de remise en question qui le pousse à reconfigurer en profondeur son écriture »,. Une première version du texte de Hallelujah, constituée de cinq à huit couplets ou strophes, est accouchée dans la douleur en 1980, avec deux conclusions, l'une plus pessimiste que l'autre.
Aux côtés de Dance me to the end of love, Hallelujah figurait initialement la première chanson sur le deuxième côté du septième album studio Various Positions de Cohen, à la production duquel son directeur musical, (en)John Lissauer, collabore notamment à l'arrangement de Hallelujah,,. L'album est cependant rejeté par Columbia Records, notamment en la personne de son président Walter Yetnikoff, considérant qu'il était « mal mixé et trop intimiste » ou qu'il « n'aimait pas le mélange ». Cohen a raconté que Columbia lui avait dit : « Nous savons que tu es génial, mais nous ne savons pas si tu es bon ». Ce rejet affecte profondément Leonard Cohen.
La chanson « triste et joyeuse, sacrée et profane à la fois » est également ignorée aux États-Unis après sa sortie en 1984 grâce à un label texan indépendant, sans écho quand Bob Dylan la chante lors de quelques concerts ou Cohen lui-même l'interprète lors d'une tournée de plus de 80 concerts à la fin des années 1980, le menant jusqu'en Pologne, là encore sans grand succès, avant d'être « découverte » lors de la version légèrement différente de John Cale en 1991, qui permet au titre d'accéder à la notoriété,.
À la fin des années 2000 et jusqu'aux dernières années de sa vie, en 2012-2013, Leonard Cohen entreprend des tournées à travers le monde où il interprète ses meilleurs succès lors de concerts où le public semble le redécouvrir. Sa chanson Hallelujah y est particulièrement appréciée quand elle est chantée, généralement à la fin et souvent à genoux,. Quand il se produit en Israël en 2008, au stade Ramat Gan de Tel Aviv, il offre en second partie un Hallelujah plein d'émotion mystique, qu'il termine en bénissant les 50 000 personnes de son public avec la bénédiction des prêtres juifs.
Si après l'interprétation de John Cale en 1991, la chanson est reprise et interprétée par des centaines artistes, à travers les décennies, et parfois avec bonheur —notamment par Jeff Buckley en 1994 (voir infra) —, la version originale de Hallelujah n'atteint pas les classements internationaux avant la mort de son auteur en novembre 2016. Elle se classe alors à plusieurs reprises, notamment en France, où Cohen obtient – de façon posthume – le premier numéro un de sa carrière et se positionne dans le Billboard Hot 100 aux États-Unis à la 59e place et à la 12e place des ventes numériques sur le territoire américain, cette année-là,. Elle est depuis classée 11e sur la liste des 100 meilleures chansons canadiennes de tous les temps de la chaîne CBC Music.
Les différentes interprétations artistiques de la chanson peuvent inclure des couplets différents, choisis sur plus de 80 couplets que Cohen a écrits à l'origine, et des modifications ponctuelles des paroles.
De nombreux observateurs considèrent Hallelujah comme « l’une des plus grandes chansons de tous les temps ». La chanteuse et compositrice Regina Spektor la qualifie de « prière contemporaine » et de « manuel de survie moderne ». Le réalisateur d'un documentaire sur elle considère que la chanson est devenue « un véritable hymne international, religieux ou non ». Pour Le Figaro, elle reste « sans doute la prière profane la plus populaire de l'histoire de la musique ». Dans son livre intitulé The Holy Or the Broken: Leonard Cohen, Jeff Buckley, and the Unlikely Ascent of 'Hallelujah', paru en 2012, Alan Light remarque que « contre toute attente, elle est incontestablement devenue un classique moderne […] , elle est désormais universelle ».

### Interprétations notables

#### Léonard Cohen
Après sa première version parue sur l'album studio Various Positions de 1984, avec une voix plus grave et râpeuse que précédemment, et chantant dans un registre de baryton qu'il gardera, Leonard Cohen interprète la chanson originale lors de sa tournée mondiale de 1985. Ses concerts de 1988 et 1993 présentent presque systématiquement des paroles très différentes de la version originale : les accents religieux de la première version qui figure sur l'album studio et la seconde, au romantisme profane. De même, Dan Geller, co-auteur d'un documentaire sur la chanson, fait remarquer que les interprétations de Hallelujah par Cohen — à mesure qu'il vieillit — se donnent avec des couplets et des sentiments différents. Pour le troubadour canadien lui-même, « il existe de nombreux alléluias différents » qui se reflètent dans des reprises variées avec des intentions ou des tons très différents, permettant à la chanson d'être « mélancolique, fragile, édifiante [ou] joyeuse ».

#### John Cale
John Cale, ex-violoniste-bassiste gallois du Velvet Underground, enregistre en 1991 une nouvelle version plus érotique de Hallelujah. qui paraît sur l'album hommage à Leonard Cohen, I'm Your Fan, produit par le magazine français Les Inrockuptibles, en compagnie de 17 autres artistes ou groupes,,. Parmi les 15 pages de paroles que lui avait faxées Cohen, Cale n'a retenu que les couplets les plus « insolents ou malicieux »,. Sa version épurée se donne juste avec une voix et un piano. Elle « séduit toute une nouvelle génération par sa gravité émotionnelle » et constitue ainsi la base de la plupart des performances ultérieures, y compris celle de Cohen lors de sa tournée mondiale 2008-2009.

#### Jeff Buckley
En 1994, l'Américain Jeff Buckley, inspiré par John Cale, « renchérit dans l'érotisme avec son interprétation désormais mythique d'Halleluyah, auquel le jeune artiste apporte... sa sensualité démoniaque et sa mélancolie absolue », dans son premier et unique album Grace. Cette version, parmi les plus acclamées, présente 7 minutes d’un homme seul à la guitare. L'année suivante, Buckley chante son sensuel Hallelujah notamment sur les scènes parisiennes du Bataclan et de l'Olympia, « une longue incantation, chantée et parlé » ; il meurt deux ans plus tard,. Son succès devient quasi planétaire et sa reprise de la chanson de Cohen va tant marquer les esprits qu'on lui en attribuera la paternité. La version de Buckley ressort en single en 2007, soit dix ans après sa mort.

#### Rufus Wainwright
En 2001, l'auteur-compositeur-interprète canado-américain Rufus Wainwright, beau-fils de Leonard Cohen, « livre de sa voix rauque et éraflée une interprétation lancinante du titre » pour la bande originale de Shrek , intitulée Shrek: Music from the Original Motion Picture, et choisie par DreamWorks Pictures — bien que la version de John Cale soit celle qui est entendue dans le film,. Si le choix semble improbable, Vicky Jenson, la réalisatrice de Shrek a pensé que « cela correspondait à ce mélange complexe de sentiments, rare dans un film familial » quand Shrek se lamente sur la princesse Fiona captive.

#### k.d. lang
En 2004, la chanteuse canadienne k.d. lang offre une interprétation considérée comme impressionnante de Hallelujah sur son album Hymns of the 49th Parallel, et plus encore avec sa reprise lors du gala des prix Juno l'année suivante à Winnipeg, à l'occasion de l’intronisation de Leonard Cohen au Panthéon des auteurs et compositeurs canadiens en 2006, ainsi que lors des cérémonies d’ouverture des Jeux olympiques d’hiver de 2010 à Vancouver,. Sa version émeut particulièrement Leonard Cohen.

#### Alexandra Burke
En 2008, la Britannique Alexandra Burke est la gagnante de l'émission de téléréalité The X Factor avec sa reprise condensée de la chanson Hallelujah qui est immédiatement enregistrée et publiée en guise de récompense. Elle atteint la première place du classement des singles britanniques à Noël de la même année,. Son succès suscite de l'intérêt pour les versions précédentes de la chanson voire de la rivalité.

#### Autres
De nombreux chanteurs mélangent les paroles des deux versions, dont celle de John Cale de 1991, choisissent d'autres couplets, et parfois modifient les paroles directement ; par exemple, à la place de « holy dove » de Cohen, Rufus Wainwright dit « holy dark », tandis que l'auteure-compositrice-interprète canadienne Allison Crowe chante « holy ghost ».
Depuis 1991, Hallelujah a été interprété par plus de 300 chanteurs et artistes dans de nombreuses langues.  Les statistiques de la Recording Industry Association of America (RIAA), de la Canadian Recording Industry Association, de l'Australian Recording Industry Association et de la Fédération internationale de l'industrie phonographique montrent que, fin 2008, plus de cinq millions d'exemplaires de la chanson ont été vendus au format CD. Elle figure également sur les bandes originales de nombreux films et émissions de télévision.
Après la sortie en 2009 du film Watchmen où l'on entend Hallelujah, un critique demande à ce qu'il y ait un moratoire sur cette chanson dans les films, les séries et les émissions de télévision. En réponse, Leonard Cohen dit trouver « ironique et amusant » le grand nombre de reprises de sa chanson, étant donné que sa maison de disques Columbia Records avait refusé de la publier lorsqu'il l'avait écrite pour la première fois au début des années 1980. Il ajoute : « Je suis plutôt d’accord […] je pense que c’est une bonne chanson, mais que trop de gens la chantent... on devrait cesser de la chanter pendant un moment. »,,. Deux ans plus tard, le site Web Salon publie un article... intitulé « The criminal overuse of "Hallelujah » (La surutilisation criminelle d’« Hallelujah ») ». À l'inverse, Cohen en 2012 se dit qu'après réflexion, il est « très heureux » que sa chanson soit autant chantée.

### Paroles et composition
La chanson de Cohen est enregistrée pour la première fois sur son album Various Positions, sorti en 1984 puis John Cale enregistre en 1991 une nouvelle version de Hallelujah en modifiant certains passages du texte, avec l’accord de Leonard Cohen. Cale livre ainsi une version enrichie de l'hymne avec une connotation nettement plus sexuelle que celle de la version originale,.
Cale permute ainsi deux couplets, en supprime un et fait varier quelques expressions soit légèrement, soit de façon plus marquée :
- « pilgrim » (« pélerin ») est remplacé par « somebody » (« quelqu’un »)
- « a crime » (« un crime ») se transforme en « a cry » (« des pleurs »)
- « What’s really going on below » (« Qu’est-ce qui se passe vraiment en dessous ») se réécrit en « What’s real and going on below » (« Ce qui est réel et se passe ci-dessous »)
- « the holy dove » (« la sainte colombe ») devient « the holy dark » (« le saint des ténèbres »).

Cette version de John Cale est majoritairement reprise par les artistes qui le suivent.
| Version originale de Leonard Cohen (1984) | Version remaniée de John Cale (1991) |
| --- | --- |
| Now I’ve heard there was a secret chord That David played, and it pleased the Lord But you dont really care for music, do you? It goes like this, the fourth, the fifth The minor falls, the major lifts The baffled king composing Hallelujah Hallelujah, Hallelujah (...) Your faith was strong but you needed proof You saw her bathing on the roof Her beauty and the moonlight overthrew her She tied you to a kitchen chair She broke your throne, and she cut your hair And from your lips she drew the Hallelujah Hallelujah, Hallelujah (...) Well, maybe there’s a God above As for me all I’ve ever learned from love Is how to shoot somebody who outdrew you But it’s not a crime that you’re hear tonight It’s not some pilgrim who claims to have seen the Light No, it’s a cold and it’s a very broken Hallelujah Hallelujah, Hallelujah (...) Well people I’ve been here before I know this room and I’ve walked this floor You see I used to live alone before I knew ya And I’ve seen your flag on the marble arch But listen love, love is not some kind of victory march, no It’s a cold and it’s a broken Hallelujah Hallelujah, Hallelujah (...) There was a time you let me know What’s really going on below But now you never show it to me, do you? And I remember when I moved in you And the holy dove she was moving too And every single breath we drew was Hallelujah Hallelujah, Hallelujah (...) Now I’ve done my best, I know it wasn’t much I couldn’t feel, so I tried to touch I’ve told the truth, I didnt come here to London just to fool you And even though it all went wrong I’ll stand right here before the Lord of song With nothing, nothing on my tongue but Hallelujah Hallelujah, Hallelujah (...) | I’ve heard there was a secret chord That David played, and it pleased the Lord. But you don’t really care for music, do you? It goes like this, The fourth, the fifth. The minor fall, the major lift. The baffled king composing hallelujah Hallelujah, Hallelujah (...) Your faith was strong but you needed proof. You saw her bathing on the roof. Her beauty and the moonlight overthrew you. She tied you to a kitchen chair. She broke your throne, she cut your hair. And from your lips she drew the hallelujah Hallelujah, Hallelujah (...) Maybe i’ve been here before. I know this room, i’ve walked this floor. I used to live alone before i knew you. I’ve seen your flag on the marble arch. Love is not a victory march, It’s a cold and it’s a broken hallelujah Hallelujah, Hallelujah (...) There was a time you’d let me know What’s real and going on below. But now you never show it to me, do you? Remember when i moved in you? The holy dark was moving too. And every breath we drew was Hallelujah Hallelujah, Hallelujah (...) Maybe there’s a god above. And all i ever learned from love Was how to shoot at someone who outdrew you. It’s not a cry you can hear at night. It’s not somebody who’s seen the light. It’s a cold and its a broken Hallelujah Hallelujah, Hallelujah (...) |

« Hallelujah est écrite en 12/8, ce qui évoque le doo-wop, le jazz et le gospel (et quelques musiques classiques, comme la Symphonie n° 6 [Pastorale] de Beethoven). (...) une signature rythmique en 12/8 signifie quatre groupes de trois temps par mesure. Une autre façon de l'envisager est le 4/4 avec une sensation de triplets ( 1 -2-3, 2 -2-3, 3 -2-3, 4 -2-3 ) ».
Pour Bob Dylan, sensible à cette chanson, la mélodie est « magnifiquement construite qui s’élève et évolue avant de retomber discrètement, le tout très rapidement ».
Cette mélodie ascendante évoque un « regard porté avec espoir vers le ciel » mais également la jouissance, selon le commentaire de France Musique.

#### Incipit
| Première strophe | Traduction française |
| --- | --- |
| I’ve heard there was a secret chord That David played, and it pleased the Lord. But you don’t really care for music, do you? It goes like this, The fourth, the fifth. The minor fall, the major lift. The baffled king composing Hallelujah. | Il paraît qu’il existe un accord mystérieux Que jouait David, et qui plaisait au Seigneur. Mais la musique ne t’intéresse pas, n’est-ce pas ? Ça fait comme ça : la quarte, la quinte, Le mineur tombe, le majeur monte. Le roi perplexe composant Halleluya. |

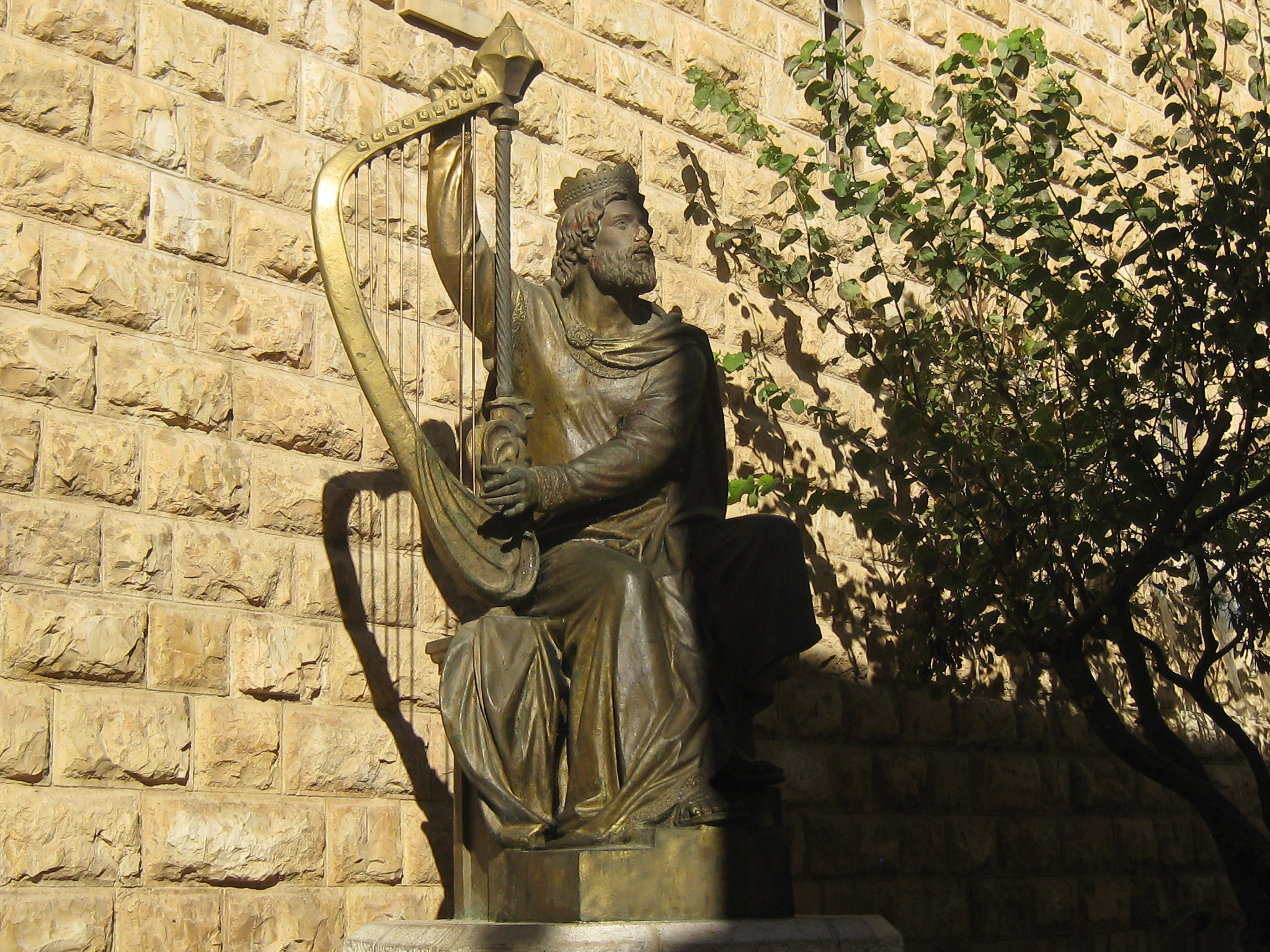
Représentation de David jouant de sa harpe, au mont Sion (Israël)

La première strophe d’Hallelujah fait référence à David, roi d'Israël de la Bible, dans 1 Samuel 16:23 (CSB), qui, pour apaiser l'âme de Saül, jouait du kinnor, une sorte de lyre ou harpe, qui deviendra l'un de ses attributs. La majeure partie des livrets du Livre des Psaumes ((ספר תהילים Sefer Tehillim en hébreu, « Livre des Louanges » ; الزبور le Zabur en arabe) lui est attribuée. Le mot « psaume » vient du grec ψαλμός / psalmós, « psaume », signifiant justement « pincer les cordes d'un instrument, chanter sur la musique d'une harpe ».
Classic FM explique et s'interroge à la fin sur la séquence d'accords qui se déroule sous les vers « la quarte, la quinte / la chute mineure, l'élévation majeure » dans l'incipit :
« – « La quarte » : Cette phrase se situe sur le quatrième accord de la gamme, ou accord sous-dominant (IV) de fa majeur.
– « La quinte » : La mélodie monte d'une note jusqu'au cinquième accord de la gamme, la dominante (V) de sol majeur.
– « La chute mineure » : La mélodie monte ici encore d'une note jusqu'à l'accord de sixième, la sous-médiante (vi) de la mineur. Dans cette phrase, le terme « chute » fait référence à la tierce mineure, ou « chute », de l'accord.
– « Le soulèvement majeur » : Il s'agit d'un premier renversement de la quarte, ou sous-dominante (IV) de fa majeur. Le « soulèvement » désigne le passage de l'accord mineur à l'accord majeur, ce qui « élève » l'harmonie. Cet accord ne comporte qu'une seule note changeante : elle passe de la–do–mi à la–do–fa.
(...) Une interprétation simple serait que David a joué un accord secret qui « fait comme ça » : IV – V – vi – IV. Mais bien sûr, ce n'est pas un seul accord, c'est une progression d'accords.

L'« accord secret » de David est-il en fait la progression d'accords sous-jacente de la chanson – qui constitue essentiellement toute la chanson ? Pendant ce temps, toute la chanson et son message sont « Hallelujah » – alors Cohen dit-il que la chanson elle-même est « l'accord secret » ? ».
Bob Dylan se dit particulièrement interpelé par « l’accord secret » (secret chord) de l'incipit, ainsi que par « l’impression que Leonard Cohen nous connaît mieux que nous nous connaissons nous-mêmes ».
Le reste de la chanson s’éloigne de la religion et mêle des éléments de la vie de l'auteur, au drame et à la morale des récits bibliques,.

#### Refrain
Le refrain de la chanson voit se répéter comme une « douce litanie » un seul mot, Hallelujah (« Gloire à Dieu ») — mot issu de la prière juive Hallelou composée des psaumes 113 à 118, passé dans la liturgie chrétienne. Le refrain est « unificateur » pour Dylan.
Il se joue sur des accords mineurs qui lui donnent un « caractère mélancolique ». L’harmonie qui l'accompagne est très simple mais le timbre de l’harmonium et le chœur de femmes font penser à un chant gospel.

### Sens
Ce monde est rempli de conflits et de choses inconciliables. Mais il y a des moments où nous pouvons nous réconcilier et accepter tout ce chaos, et c'est ce que j'entends par « Hallelujah ». 
Leonard Cohen
Halleluyah traite de sujets ambigus et suscite des débats quant aux intentions ou aux messages que Leonard Cohen veut faire passer (voir infra). Cette chanson mêle les thèmes de la religion et du sexe ; de cette manière, elle évoque la dynamique d'une relation amoureuse en utilisant la métaphore,.
Dans cette chanson, les références bibliques sont parsemées. Il est dit dans 2 Samuel 11 que le roi David se laisse tenter par l’adultère avec la belle Bethsabée qu'il a vue se baigner du toit de son palais, alors que David a donné des ordres pour que le mari de Bethsabée soit éloigné et disparaisse, une aventure considérée comme un crime, quand Cohen chante « Tu l'as vue se baigner sur le toit. Sa beauté et le clair de lune t'ont renversé ».
Les cheveux coupés à la deuxième strophe (« Elle a brisé ton trône et elle t'a coupé les cheveux ») font probablement allusion à l'histoire de Samson, juge d'Israël dans Juges 16, dont la chevelure de nazir qui le consacre à Dieu mais coupée durant son sommeil par la Philistine Dalila dont il est épris, lui a fait perdre toute sa puissance, ce qui le mène à sa perte. Le poète contemporain semble prier Dieu « en le défiant, en l’invoquant par la musique, tout en signalant l’indifférence (divine) et donc sa relation compliquée, ses questionnements et ses interprétations ».
Ces échos bibliques « composent en réalité une ode érotique à l'amour charnel » car pour Cohen, « la sexualité reste liée à l'obsession du péché originel », peut-on lire par simplification. Le troubadour canadien évoque une femme qu’il a connue et aimée, et certaines versions live du titre rappellent des moments intimes où « ensemble ils profanaient le verbe sacré dans la joie ». Outre la relation entre le sexe et la religion, il se penche sur la condition humaine, sur l’amour, la tristesse, le remords et l’espoir.
L'un des couplets de la chanson reprend l'idée du Hallelujah, le qualifiant de « saint ou brisé » : «Il y a un éclat de lumière dans chaque mot. Peu importe lequel tu as entendu. Le saint ou le brisé Hallelujah ». Pour Cohen, il peut y avoir à la fois des Hallelujah pieux et sacrés, et des Hallelujah profanes, les deux procurant des plaisirs différents, ce qu'il appelle « le Saint et le brisé ».
« Hallelujah combine le profane et le sacré, le charnel et le spirituel, l’intime et l’universel, signature de Leonard Cohen ».
L'artiste k.d. lang qui l'a interprétée considère que « Hallelujah nous dépasse tous, y compris Leonard. Celui-ci avait cette façon merveilleuse de traduire la sagesse des dieux et de la rendre compréhensible pour nous, simples mortels ».
Arte titre son article sur le documentaire relatif à la composition de la chanson « La musique de nos vies », qui déclare que « Hallelujah apparaît comme l'emblème achevé d'une œuvre qui réunit sensualité et spiritualité dans des textes à la poésie d'apparence spontanée, dont le mystère est toujours opérant ».

## Distinctions
La version de Jeff Buckley est inscrite en 2013 au registre national des enregistrements (National Recording Registry) de la bibliothèque du Congrès à Washington. Celle de Leonard Cohen reçoit en 2019 le Grammy Hall of Fame Award.
En 2021, le magazine américain Rolling Stone classe les deux versions dans sa liste des « 500 plus grandes chansons de tous les temps », respectivement à la 74e et à la 394e position,.

## Classement par pays
| Classement (2007–2010)           | Meilleure position |
| -------------------------------- | ------------------ |
| Autriche (Ö3 Austria Top 40)     | 67                 |
| Pays-Bas (Single Top 100)        | 27                 |
| Pays-Bas (Dutch Download Top 50) | 29                 |
| Suède (Sverigetopplistan)        | 16                 |
| Royaume-Uni (UK Singles Chart)   | 36                 |

| Classement (2016)                            | Meilleure position |
| -------------------------------------------- | ------------------ |
| Allemagne (Media Control AG)                 | 27                 |
| Australie (ARIA)                             | 59                 |
| Autriche (Ö3 Austria Top 40)                 | 13                 |
| Canada (Hot 100)                             | 17                 |
| Écosse (OCC)                                 | 30                 |
| Espagne (PROMUSICAE)                         | 3                  |
| États-Unis (Hot 100)                         | 59                 |
| France (SNEP)                                | 1                  |
| Irlande (IRMA)                               | 55                 |
| Italie (FIMI)                                | 66                 |
| Nouvelle-Zélande (Heatseekers Singles Chart) | 1                  |
| Pays-Bas (Single Top 100)                    | 27                 |
| Pays-Bas (3fm Mega Top 50)                   | 42                 |
| Tchéquie (IFPI Singles Digitál)              | 65                 |
| Royaume-Uni (UK Singles Chart)               | 80                 |
| Suède (Sverigetopplistan)                    | 64                 |
| Suisse (Schweizer Hitparade)                 | 2                  |

## Certification
| pays      | association | statut | ventes/équivalence |
| --------- | ----------- | ------ | ------------------ |
| Australie | ARIA        | or     | 35 000             |

## Dans la culture
Elle figure parmi les bandes-son de plusieurs films et de quelques émissions télévisées.
- 2001 : Shrek - La version de John Cale peut notamment être entendue dans le film d'animation. Une autre version d'Hallelujah, presque identique, apparaît sur le CD de la bande originale du film, interprétée au piano par Rufus Wainwright[65].
- 2009 : Watchmen - Lors de la scène de sexe entre Hibou et Spectre Soyeux.
- 2012 : Longmire (série télévisée) - À la fin de l'épisode 3 de la première saison.
- 2016 : Médecin de campagne (source : générique), interprétée par le Frank Silver Country Band, qui joue en live dans le film.
- 2021 : Zack Snyder's Justice League - Thème musical de la bande annonce de Justice League seconde version du film par le réalisateur Zack Snyder.

## Reprises
Cette chanson a été reprise par de nombreux artistes : il y aurait, sans compter les versions live, entre 180 à 300 reprises d'Hallelujah. La plus connue d'entre elles est celle de Jeff Buckley, sortie en 1994 sur son album Grace,. Jeff Buckley ne s'est pas basé sur la version de Leonard Cohen mais sur celle de John Cale (sortie en 1991 sur la compilation I'm Your Fan). John Cale avait obtenu l'autorisation de Cohen pour modifier un passage du texte original et c'est ce texte modifié que Jeff Buckley chante par la suite. Voir supra.
Le « titre qui sera désormais décliné à l'infini dans les télé-crochets musicaux tels qu'X-factor, transformé en sonnerie de téléphone ou parachuté dans des séries à succès (The OC, The West Wing). (Le titre) aurait été le plus téléchargé en 2004 ».

### Allemagne
- Le groupe de heavy metal Bonfire dans leur album de reprises Legends en 2018.
- Daniel Kahn & The Painted Bird en 2016.

### Belgique
- K's Choice : ces artistes reprennent la chanson en version originale (anglais). Des paroles en français existent, principalement interprétées lors de compositions amateurs par les plates-formes de vidéos en ligne.
- Léopold Mustin.

### Canada
- Rufus Wainwright
- Céline Dion and The Canadian Tenors
- K.d. lang (lors de la cérémonie d'ouverture des XXIes Jeux olympiques d'hiver de Vancouver en 2010)
- Theory of a Deadman en 2016[69]
- Shawn Mendes.

### Espérantie
- Ĵomart kaj Nataŝa [70] ;

### États-Unis
- Bob Dylan
- Paramore (durant le live The Final Riot!)
- Kate Voegele
- Bon Jovi (dans son single Lost Highway)
- Jeff Buckley
- Popa Chubby
- Pentatonix[71]
- Lindsey Stirling
- Demi Lovato
- Tori Kelly (dans le film d'animation Tous en scène (film, 2016) )
- John Boutté
- Justin Timberlake
- Myles Kennedy

### France
- Adrien Allwright, version française de son grand-père Graeme Allwright et de Sylvie Die
- Graeme Allwright, concert d'adieu.
- Thierry Amiel lors de la tournée de son album homonyme en 2007
- Benjamin Siksou, dans la nouvelle star 2008
- Atef Sedkaoui, dans The Voice
- Louis Delort
- Julien Loko
- Amaury Vassili sur son premier album Vincero
- Joy Wild[Qui ?] en 2010
- Martine Muck et Les Enchanteurs (Chorale du collège de Brunstatt)[Qui ?] pour Mélodies d'une vie spectacle musical des Bâtisseurs de Thann(68)
- Didier Super dans son album La merde des autres
- Merwan Rim
- Les Prêtres, dans l'album Spiritus Dei (2010), paroles de Mgr Jean-Michel di Falco Léandri
- Vanessa Paradis en 2011, lors de sa Tournée Acoustique
- M. Pokora, lors de sa tournée À la poursuite du bonheur Tour
- Damien Saez en mai 2013 (au Mans) lors de sa tournée de son album Miami traitant du sexe et de la religion
- Emji, dans La nouvelle star 2015.
- Lilian Renaud, lors de la finale de The Voice 2015.
- Philippe Jaroussky, en 2016
- Erza Muqoli, en 2018
- Mennel Ibtissem, en 2018 dans The Voice
- Lembé Lokk, chanteuse estonienne francophone, 2020 album de reprise des chansons de Léonard Cohen, "secret chord"
- Anisha Jo Anyjaine en 2022[72][source secondaire souhaitée]
- Vianney adapte[73] une version en français qu'il interprète lors du concert de réouverture de la cathédrale Notre-Dame de Paris le 7 décembre 2024.

### Italie
- Elisa
- Benedetta Caretta[74]

### République tchèque
- Lucie Bílá, qui chante une version traduite en tchèque
- Josef Vojtek (cs) en tchèque

### Royaume-Uni
- Hannah Trigwell
- Imogen Heap
- Amy Macdonald en concert pendant sa tournée de 2008
- Alexandra Burke, gagnante de The X Factor saison 5, dont Hallelujah est le premier single
- Ed Sheeran en concert au Reeperbahn Festival 2011[75]

### Suisse
- Bastian Baker

### Autres
- Youn Sun Nah[76]
- Loko[Qui ?]
- Pain of Salvation
- Yasmin Levy
- Kokia
- Le quatuor constitué en Norvège et composé de Askil Holm, Espen Lind, Alejandro Fuentes et Kurt Nilsen
- Matt Morris & Charlie Sexton (pour l'album caritatif de secours à Haïti Hope for Haiti Now)
- Le groupe Axel Rudi Pell (chanté par Johnny Gioeli, album The Ballads IV)
- Le duo norvégien susanna & the magical orchestra, en 2006, sur l'album Melody Mountain
- Tim Minchin (qui la chante souvent en live)
- D-Lain & Manu (artistes de Madagascar)
- Morente & Lagartica Nick en Omega (Espagne)

## Version de Jeff Buckley
Singles de Jeff Buckley
Forget Her
Pistes de Grace
So Real
(5) Lover, You Should've Come Over
(7)

### Classement par pays
| Classement (2006-2009)                            | Meilleure position |
| ------------------------------------------------- | ------------------ |
| Australie (ARIA)                                  | 70                 |
| Autriche (Ö3 Austria Top 40)                      | 55                 |
| Canada Digital Songs (Billboard)                  | 2                  |
| European Hot 100 Singles                          | 10                 |
| France (SNEP)                                     | 64                 |
| France Classement téléchargement (SNEP)           | 1                  |
| Finlande (Suomen virallinen lista)                | 14                 |
| Irlande (IRMA)                                    | 8                  |
| Pays-Bas (Single Top 100)                         | 3                  |
| Nouvelle-Zélande (RMNZ)                           | 22                 |
| Norvège (VG-lista)                                | 7                  |
| Suède (Sverigetopplistan)                         | 5                  |
| Suisse (Schweizer Hitparade)                      | 38                 |
| Royaume-Uni Singles (The Official Charts Company) | 2                  |
| États-Unis Digital Songs (Billboard)              | 1                  |

## Version de Rufus Wainwright

### Classement par pays
| Classement (2007-2010)                        | Meilleure position |
| --------------------------------------------- | ------------------ |
| Royaume-Uni Singles (Official Charts Company) | 100                |
| États-Unis Rock Digital Songs (Billboard)     | 34                 |

## Version de k.d. lang

### Classement par pays
| Classement (2010)            | Meilleure position |
| ---------------------------- | ------------------ |
| Australie (ARIA)             | 13                 |
| Canada (Hot 100)             | 2                  |
| Danemark (Tracklisten)       | 40                 |
| Pays-Bas (Single Top 100)    | 23                 |
| Norvège (VG-lista)           | 11                 |
| Suède (Sverigetopplistan)    | 12                 |
| Suisse (Schweizer Hitparade) | 21                 |
| États-Unis (Hot 100)         | 61                 |

## Version de Espen Lind featuring Kurt Nilsen, Alejandro Fuentes et Askil Holm
Singles par Espen Lind
Million Miles Away
(2005) The Boys of Summer
(2006)

### Classement par pays
| Classement (2006)  | Meilleure position |
| ------------------ | ------------------ |
| Norvège (VG-lista) | 1                  |

## Version d'Alexandra Burke
Singles de Alexandra Burke
Hero
(2008) Bad Boys
(2009)
Pistes de Overcome
They Don't Know
(12)

### Classement par pays
| Classement (2008)              | Meilleure position |
| ------------------------------ | ------------------ |
| Autriche (Ö3 Austria Top 40)   | 53                 |
| Irlande (IRMA)                 | 1                  |
| Europe Hot 100 Singles         | 6                  |
| Royaume-Uni (UK Singles Chart) | 1                  |

## Autres versions classées
| Bon Jovi                                                             | 2008 | — | 29 | —  | —  | — | —  | —  | —  | — | —  | —  | —  | 177 | —  |                  |
| Kate Voegele                                                         | 2008 | — | —  | —  | —  | — | —  | —  | —  | — | —  | —  | —  | 53  | 68 |                  |
| Lisa Lois                                                            | 2009 | — | —  | —  | —  | — | —  | 99 | —  | 1 | —  | —  | —  | —   | —  |                  |
| Justin Timberlake & Matt Morris feat. Charlie Sexton                 | 2010 | — | 22 | 25 | 31 | 5 | 37 | —  | —  | — | 8  | 10 | —  | 91  | 13 |                  |
| Natalia et Gabriel Ríos                                              | 2010 | — | —  | 1  | 6  | — | —  | 81 | —  | — | —  | —  | —  | —   | —  | - BEA : Platine  |
| Karise Eden                                                          | 2012 | 2 | —  | —  | —  | — | —  | —  | —  | — | 35 | —  | —  | —   | —  | - ARIA : Platine |
| Bastian Baker                                                        | 2012 | — | —  | —  | 79 | — | —  | —  | 18 | — | —  | —  | 32 | —   | —  |                  |
| « — » signifie que le single n'est pas sorti ou classé dans le pays. |      |   |    |    |    |   |    |    |    |   |    |    |    |     |    |                  |

## Sources
- Ouvrage, 2012 : Alan Light, (en)The Holy Or the Broken: Leonard Cohen, Jeff Buckley, and the Unlikely Ascent of 'Hallelujah'.
- Film documentaire biographique, 2022 : Dan Geller et Dayna Goldfine, (en)Hallelujah: Leonard Cohen, A Journey, A Song.